# 乳豬醬
乳豬醬是一種粵菜用的甜醬，主要用於吃乳豬時，可以用來點乳豬，然後夾在粉皮內。乳豬醬為中國廣東、香港和澳門常見的調味料，但用途其實並不限於吃乳豬。它的材料包括海鮮醬、糖、沙薑粉、陳皮、麻醬及蠔油。
亦有人喜歡用切成小段的生西芹用來點乳豬醬當作小吃。

## 參看
- 甜醬 - 海鮮醬